# Jerson Ribeiro
Jerson Anes Ribeiro (Rotterdam, 9 marzo 1988) è un calciatore olandese naturalizzato capoverdiano, centrocampista del Maense.

## Carriera

### Club
Cresciuto nel settore giovanile del Feyenoord, nel 2008 viene ceduto in prestito al Dordrecht, in seconda divisione, con cui debutta tra i professionisti. L'anno successivo passa in prestito ai concittadini dell'Excelsior, che nel 2010, dopo aver ottenuto la promozione in massima serie, decide di riscattarlo. Fa così il suo esordio in Eredivisie il 7 agosto dello stesso anno, nell'incontro perso per 3-0 contro il De Graafschap. Nel gennaio 2011 passa in prestito al Fortuna Sittard, in seconda divisione, fino al termine della stagione. Quindi in estate viene nuovamente ceduto in prestito in seconda divisione, questa volta all'Almere City. Rientrato dal prestito, nel gennaio 2013 viene ceduto a titolo definitivo ai bulgari dell'Etăr 1924, senza tuttavia disputare alcun incontro. Nella stagione 2013-2014 fa parte della rosa del Capelle, formazione della terza divisione olandese. Negli anni successivi ha giocato principalmente in squadre dilettantistiche olandesi, ad eccezione di una breve parentesi in Lussemburgo al Mondorf.

### Nazionale
Il 9 febbraio 2011 ha esordito con la nazionale capoverdiana in un amichevole vinta per 1-0 contro il Burkina Faso.

## Statistiche

### Presenze e reti nei club
Statistiche aggiornate al 16 agosto 2022.
| Stagione         | Squadra          | Campionato       | Campionato | Campionato | Coppe nazionali | Coppe nazionali | Coppe nazionali | Coppe continentali | Coppe continentali | Coppe continentali | Altre coppe | Altre coppe | Altre coppe | Totale | Totale |
| Stagione         | Squadra          | Comp             | Pres       | Reti       | Comp            | Pres            | Reti            | Comp               | Pres               | Reti               | Comp        | Pres        | Reti        | Pres   | Reti   |
| ---------------- | ---------------- | ---------------- | ---------- | ---------- | --------------- | --------------- | --------------- | ------------------ | ------------------ | ------------------ | ----------- | ----------- | ----------- | ------ | ------ |
| 2008-2009        | Dordrecht        | 1D               | 13         | 0          | CO              | 1               | 1               |                    | -                  | -                  |             | -           | -           | 14     | 1      |
| 2009-2010        | Excelsior        | 1D               | 9          | 3          | CO              | 1               | 0               |                    | -                  | -                  |             | -           | -           | 10     | 3      |
| 2010-gen. 2011   | Excelsior        | ED               | 4          | 0          | CO              | 1               | 0               |                    | -                  | -                  |             | -           | -           | 5      | 0      |
| Totale Excelsior | Totale Excelsior | Totale Excelsior | 13         | 3          |                 | 2               | 0               |                    | -                  | -                  |             | -           | -           | 15     | 3      |
| gen.-giu. 2011   | Fortuna Sittard  | 1D               | 14         | 1          | CO              | -               | -               |                    | -                  | -                  |             | -           | -           | 14     | 1      |
| 2011-2012        | Almere City      | 1D               | 17         | 2          | CO              | 2               | 1               |                    | -                  | -                  |             | -           | -           | 19     | 3      |
| 2013-2014        | Capelle          | TK               | 29         | 7          | CO              | 3               | 0               |                    | -                  | -                  |             | -           | -           | 32     | 7      |
| 2016-gen. 2017   | Mondorf          | DN               | 4          | 0          | CL              | 1               | 0               |                    | -                  | -                  |             | -           | -           | 5      | 0      |
| Totale carriera  | Totale carriera  | Totale carriera  | 90         | 13         |                 | 9               | 2               |                    | -                  | -                  |             | -           | -           | 99     | 15     |

### Cronologia presenze e reti in nazionale
| Cronologia completa delle presenze e delle reti in nazionale ― Capo Verde | Cronologia completa delle presenze e delle reti in nazionale ― Capo Verde | Cronologia completa delle presenze e delle reti in nazionale ― Capo Verde | Cronologia completa delle presenze e delle reti in nazionale ― Capo Verde | Cronologia completa delle presenze e delle reti in nazionale ― Capo Verde | Cronologia completa delle presenze e delle reti in nazionale ― Capo Verde | Cronologia completa delle presenze e delle reti in nazionale ― Capo Verde | Cronologia completa delle presenze e delle reti in nazionale ― Capo Verde |
| Data                                                                      | Città                                                                     | In casa                                                                   | Risultato                                                                 | Ospiti                                                                    | Competizione                                                              | Reti                                                                      | Note                                                                      |
| ------------------------------------------------------------------------- | ------------------------------------------------------------------------- | ------------------------------------------------------------------------- | ------------------------------------------------------------------------- | ------------------------------------------------------------------------- | ------------------------------------------------------------------------- | ------------------------------------------------------------------------- | ------------------------------------------------------------------------- |
| 9-2-2011                                                                  | Óbidos                                                                    | Burkina Faso                                                              | 0 – 1                                                                     | Capo Verde                                                                | Amichevole                                                                | -                                                                         | ?’                                                                        |
| Totale                                                                    |                                                                           | Presenze                                                                  | 1                                                                         |                                                                           | Reti                                                                      | 0                                                                         |                                                                           |